# Oändlighet

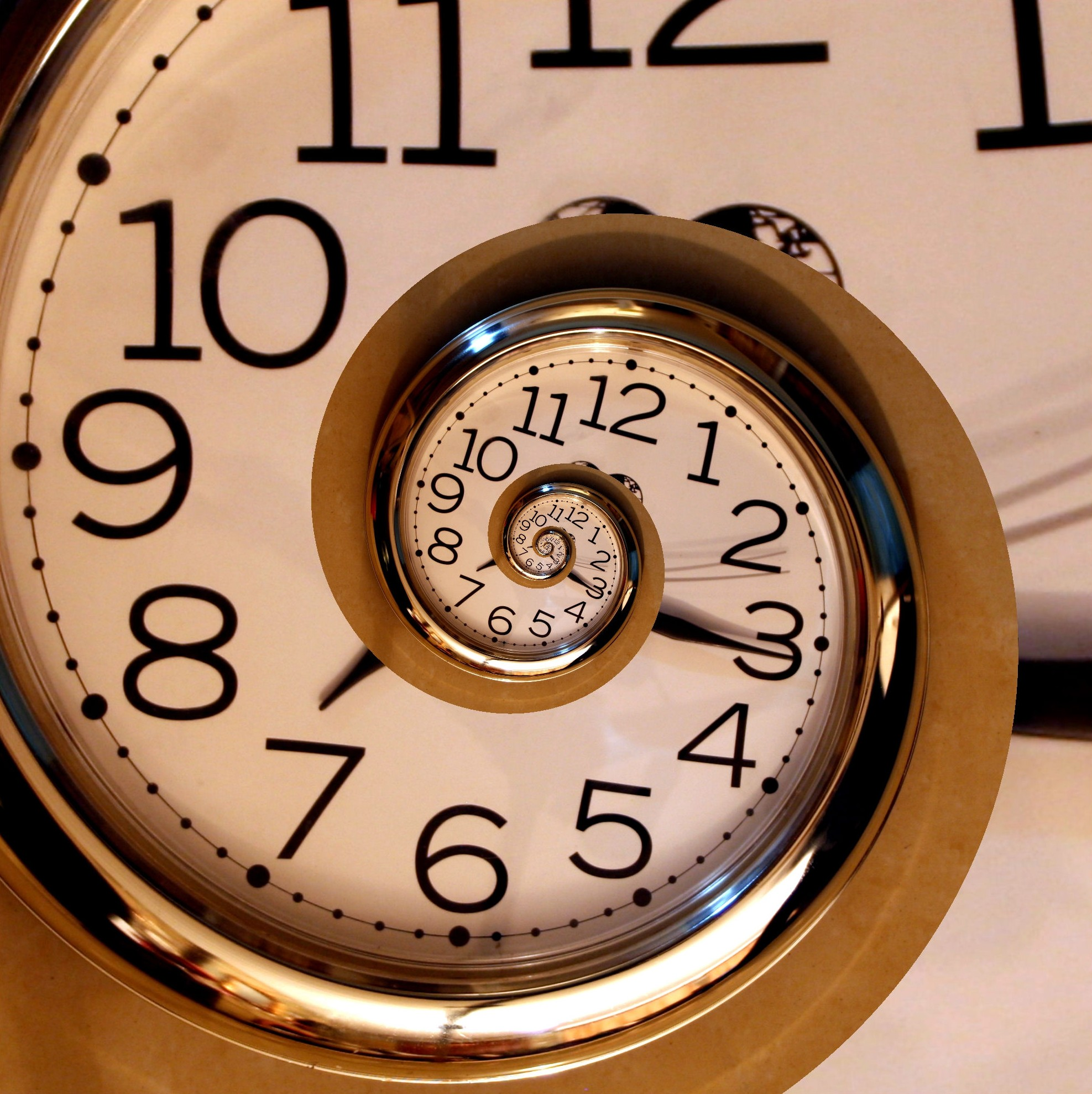
Oändlig tid.

Oändlighet är ett begrepp för obegränsning och obundenhet i storlek, antal eller utsträckning. Dess motsats är ändlighet. Man skiljer mellan potentiell oändlighet och faktisk oändlighet. Den matematiska symbolen är en lemniskata (∞).

## Oändlighet och kardinalitet
Mycket av problemet med att förstå oändligheter ligger i vad man menar med ordet oändligt, och även antal. En möjlig definition för oändlighet (men inte den enda) ges med hjälp av kardinalitet – där man säger att två mängder är lika stora om man kan para ihop varje element i den ena mängden med ett (och endast ett) element i den andra mängden, och vice versa. Har du tre tärningar och tre femtioöringar är de lika många, eftersom de kan paras ihop ett och ett.
Matematikern Richard Dedekind gav en definition av oändlighet som bygger på att en mängd är oändlig om man kan ta bort minst ett element från mängden, och den fortfarande är lika stor (det vill säga har samma kardinalitet). Det kan matematiskt uttryckas på följande vis: En mängd A är oändlig om det finns en mängd B ⊂ A sådan att A och B har samma kardinalitet.
Ett exempel på detta är de naturliga talen ℕ = {0, 1, 2, 3, …} och de jämna (icke-negativa) talen B = {0, 2, 4, 6, 8, …}. Eftersom man kan para ihop varje element i B med ett naturligt tal (exempelvis genom att dela med två) har de samma kardinalitet som ℕ själv – de är lika många (enligt detta sätt att mäta).
Ett exempel på detta är paradoxen Hilberts hotell.

## Olika stora oändligheter

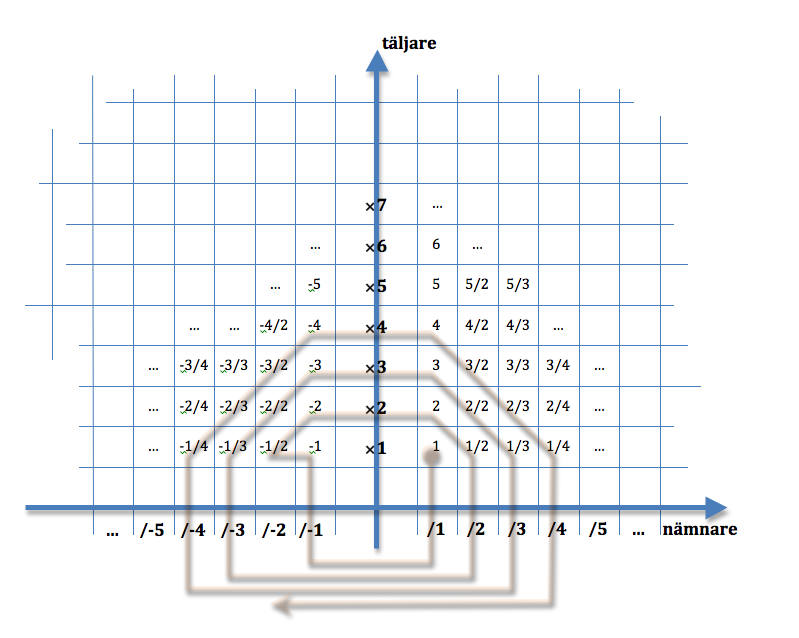
En av flera möjliga sätt att räkna upp de rationella talen.

De naturliga talen, och alla mängder som är lika stora som dessa kallas för uppräkneliga – det går att börja att räkna vid ett element (exempelvis 0) och om man räknar på ett bra vis kommer man förr eller senare fram till vilket element som helst i mängden (exempelvis 101000+1). Räknar man däremot på ett dåligt vis – exempelvis bara alla jämna tal – kan man räkna oändligt länge utan att få med ens 1. Något överraskande är det att även de rationella talen – alla möjliga bråktal – är uppräkneliga. Trots att de till skillnad från de naturliga talen är en tät mängd – varje intervall på tallinjen innehåller oändligt många rationella tal – är de alltså inte fler än de betydligt glesare naturliga talen. Detta kan uppfattas som icke-intuitivt, men det man måste fråga sig är hur man bedömer oändligheter. Om man använder kardinalitet är frågan om även de rationella talen går att räkna upp i en ordning, vilket faktiskt går (se bild).
Däremot visar sig de reella talen inte vara uppräkneliga. De är alltså i denna mening fler än de naturliga talen, och slutsatsen blir alltså att det finns större och mindre oändligheter.

## Potentiell oändlighet
Potentiell oändlighet används för att hänvisa till processer som i princip kan fortsätta för evigt, eller till objekt som i princip kan förstoras för alltid. Exempelvis sekvensen 2, 4, 6, 8, 10, 12, … är potentiellt oändlig: det är tydligt hur man förlänger den bortom alla gränser. Om en matematisk funktion växer bortom alla gränser när argumentet närmar sig ett visst värde, då säger man (egentligen felaktigt) att gränsvärdet är oändlighet (skrivs som ∞); detta är även ett exempel på potentiell oändlighet. Konceptet av potentiell oändlighet är allmänt accepterat och ställer inte till med några problem.

## Faktisk oändlighet
Faktisk oändlighet betecknas som en komplett och existerande enhet med oändlig storlek. Möjligheten till detta har varit föremål för mycket debatt. I matematiken dröjde det till 1863 innan oändliga mängder systematiskt studerades. Georg Cantor som initierade studiet stötte på omfattande motstånd från omgivningen. Han fortsatte dock och insåg att oändliga mängder till och med kan ha olika storlekar, skiljde mellan uppräkneligt oändliga och ouppräkneliga mängder, och utvecklade sin teori om kardinaltal baserad på observationen. Hans uppfattning rönte så småningom framgång och modern matematik accepterar faktisk oändlighet. Vissa utökade talsystem, som till exempel surrealistiska tal, omfattar de vanliga (ändliga) talen och oändliga tal av olika storlekar.

## Frågor kring oändlighet
En fråga är huruvida faktisk oändlighet finns i vårt universum, om det finns oändligt många stjärnor, om universum har oändlig volym och utsträcker sig i det oändliga och så vidare. Detta är en viktig öppen fråga för kosmologin. Det bör noteras att frågan om att vara oändlig är logiskt skild från frågan om att vara begränsad. Den tvådimensionella jordytan är exempelvis ändlig, men har ändå ingen ände. Genom att färdas rakt långt nog, så återkommer man i princip till startpunkten. I princip kan universum vara sådant på motsvarande sätt; om man flyger med rymdskepp rakt fram tillräckligt länge, kanske man slutligen återkommer till startpunkten, dock visar alla nuvarande observationer på att universum är "platt" och inte "krökt" och att man därmed aldrig kommer att komma runt universum så att man hamnar på samma plats igen. Detta kan dock bero på att krökningen är så avskalad att man inte kan observera den ens med ljusårs avstånd.
En annan fråga är om det matematiska begreppet oändlighet har någon koppling till det religiösa begreppet gud. Denna fråga ställdes av både Cantor, med hans begrepp absolut oändlighet som han jämställde med Gud, och Kurt Gödel med sitt "ontologiska bevis" om existensen av ett väsen som han satte i samband med Gud.

## Matematiska bevis
Att det finns oändligt många naturliga tal kan bevisas genom indirekt bevisföring:
Antag att det finns ett största naturligt tal, {\displaystyle S}. Enligt elementär algebra existerar det ett tal {\displaystyle S+1} som är större än {\displaystyle S}. Alltså kan inte {\displaystyle S} vara det största naturliga talet, således finns det oändligt många naturliga tal.